# Red USI
La Red USI (Uruguay Sociedad de la Información) es un proyecto de Antel nacido en el año 2001 en la República Oriental del Uruguay.
La Red está conformada por más de 250 infocentros en todo el país, creados por Antel en convenio con instituciones públicas y de la sociedad civil, que se encargan de gestionar los EID (Espacios de Inclusión Digital).
Según el programa, su principal objetivo “es contribuir a la universalización del acceso a las Tecnologías de la Información y la Comunicación (TIC), facilitando el acceso a las mismas de comunidades desfavorecidas”. Entre los socios de Antel, se cuenta el Ministerio de Educación y Cultura, con el que se han instalado más de 100 infocentros conocidos como Centros MEC, diversas Intendencias del país, el Instituto Nacional de Rehabilitación y muchas otras instituciones públicas, organizaciones no gubernamentales y de la sociedad civil.
Se realizan Encuentros Nacionales y Regionales de la Red USI, en el que los gestores de infocentros de todo el país se reúnen para fijar objetivos, estudiar problemáticas y compartir experiencias, fomentando a la mejora y crecimiento de los espacios en todo el país.
Los infocentros de la Red USI apuntan a “la inclusión social a través de la inclusión digital”, por lo que promueven el uso de las tecnologías de la información, pero también se constituyen como centros sociales que impulsan distintas actividades culturales, deportivas o recreativas.
La Red USI cuenta con una plataforma virtual educativa denominada Educantel, dónde se brindan diversos cursos a distancia, tanto para los gestores de los infocentros, como para el público en general. Además, cada Espacio de Inclusión Digital, es libre de brindar la formación que considere necesaria, dependiendo de la población que atiende.
Esta Red es parte de la Red de Redes de Latinoamérica y el Caribe (Red LAC) y a través de ella, de la Fundación Telecentre que reúne a las redes de telecentros nacionales y regionales de todo el mundo.
La Red USI es un programa llevado adelante por el Área de Relacionamiento con la Comunidad de Antel.